# 元鬱
元 鬱（げん うつ、462年 - 491年）は、北魏の皇族。済陰王。字は伏生。

## 経歴
拓跋小新成の子として生まれた。470年（皇興4年）、済陰王の爵位を嗣いだ。480年（太和4年）、使持節・征北都大将に任じられ、柔然の別部の阿延軍を討った。凱旋すると、侍中・沃野鎮都大将に転じた。後に征東大将軍・懐朔鎮都大将となり、さらに開府・徐州刺史として出向した。491年（太和15年）6月、不正な蓄財のため死罪となり、爵位を除かれた。

## 妻子

### 妻
- 慕容氏（453年 - 515年、慕容帯の娘）

### 子
- 元弼（字は邕明、中散大夫）
- 元安明

## 伝記資料
- 『魏書』巻19上 列伝第7上
- 『北史』巻17 列伝第5
- 大魏故使持節侍中徐州諸軍事開府徐州刺史済陰王墓誌之銘（元鬱墓誌）